# Savez Nijemaca i Austrijanaca Hrvatske
Savez Nijemaca i Austrijanaca Hrvatske je središnja organizacija nacionalnih manjina Nijemaca i Austrijanaca u Hrvatskoj. Osnovan je u kolovozu 1990., a sjedište Saveza je u Osijeku. Od 20. ožujka 2004., član je Narodne grupe Podunavskih Švaba (Volksgruppe der Donauschwaben) iz Stuttgarta, krovnoj udruzi za tu zajednicu.
Savez ima svoje unutarnje glasilo, Die Glocke ("Zvono").

## Vanjske poveznice
- Vjesnik Savez Nijemaca i Austrijanaca pristupio Narodnoj grupi Podunavskih Švaba
- Osječko-baranjska županija Status Vijeća njemačke manjine